# Geron halteralis
Geron halteralis är en tvåvingeart som beskrevs av Christian Rudolph Wilhelm Wiedemann 1820. Geron halteralis ingår i släktet Geron och familjen svävflugor. Inga underarter finns listade i Catalogue of Life.